# Flying colours (Chris de Burgh)
Flying colours is het negende studioalbum van Chris de Burgh. De opnamen voor dit album vonden plaats in de Powerplay geluidsstudio in Zürich, Zwitserland. De Burgh en zijn toenmalige muziekproducent Paul Hardiman deden het productiewerk samen, behalve bij track The simple truth, dat De Burgh alleen produceerde.

## Musici
- Chris de Burgh – zang, akoestische gitaar
- Phil Palmer – gitaar
- Adrian Lee, Andy Richards – toetsinstrumenten
- Pete Van Hooke – slagwerk
- Chris White – saxofoon[1]

## Muziek
| Nr. | Titel                                | Duur |
| --- | ------------------------------------ | ---- |
| 1.  | Sailing away                         | 4:58 |
| 2.  | Carry me (Like a fire in your heart) | 4;24 |
| 3.  | Tenders hands                        | 4:29 |
| 4.  | A night on the river                 | 3:48 |
| 5.  | Leather on my shoes                  | 4:41 |
| 6.  | Suddenly love                        | 3:12 |
| 7.  | The simple truth (A child is born)   | 4:25 |
| 8.  | Missing you                          | 4:07 |
| 9.  | I’m not scared anymore               | 4:46 |
| 10. | Don’t look back                      | 2:55 |
| 11. | Just a word away                     | 3:17 |
| 12. | The risen Lord                       | 3:40 |
| 13. | The last time I cried                | 5:32 |

Just a word away wordt toegezongen aan een broertje van Rosanna Davison.

## Verkoop
Het album haalde in diverse landen de albumlijsten:
- Duitsland: 58 weken genoteerd met een piek op plaats 2
- Ierland: hoogste plaats nummer 1
- Nederland: 31 weken genoteerd met een piek op plaats 16
- Noorwegen: : 10 weken genoteerd met een piek op plaats 10
- Oostenrijk: 3 weken genoteerd met een piek op plaats 37
- Verenigd Koninkrijk: 30 weken genoteerd met een piek op plaats 1
- Zweden: 2 weken genoteerd met een piek op plaats 34
- Zwitserland: 24 weken genoteerd met een piek op plaats 2